# 卫姬 (晋平公)
卫姬（?—?），晋平公的妾夫人，卫献公的女儿。
前547年（周灵王二十五年、鲁襄公二十六年、晋平公十一年、卫殇公十二年）卫献公杀死了卫殇公复辟，晋国于是扣留了卫献公。卫国人把卫姬送给晋国，晋国这才释放了卫献公。《左传》的作者因此知道晋平公失去了治国的常道。